# Monarca de Vanikoro
El monarca de Vanikoro (Myiagra vanikorensis) és un ocell de la família dels monàrquids (Monarchidae).

## Hàbitat i distribució
Habita boscos, clars i ciutats de les terres baixes les illes Fiji i Vanikoro, a les illes Santa Cruz.